# 御陵站
御陵站（日语：／ Misasagi eki */?）是一個位於日本京都府京都市山科區御陵原西町，屬於京都市營地下鐵、京阪電氣鐵道（京阪）的鐵路車站。

## 概要
京都市交通局與京阪的共同使用站，京都市交通局管轄車站。此站有京都市營地下鐵東西線與京阪京津線2條路線停靠。車站編號是T08。

## 車站構造

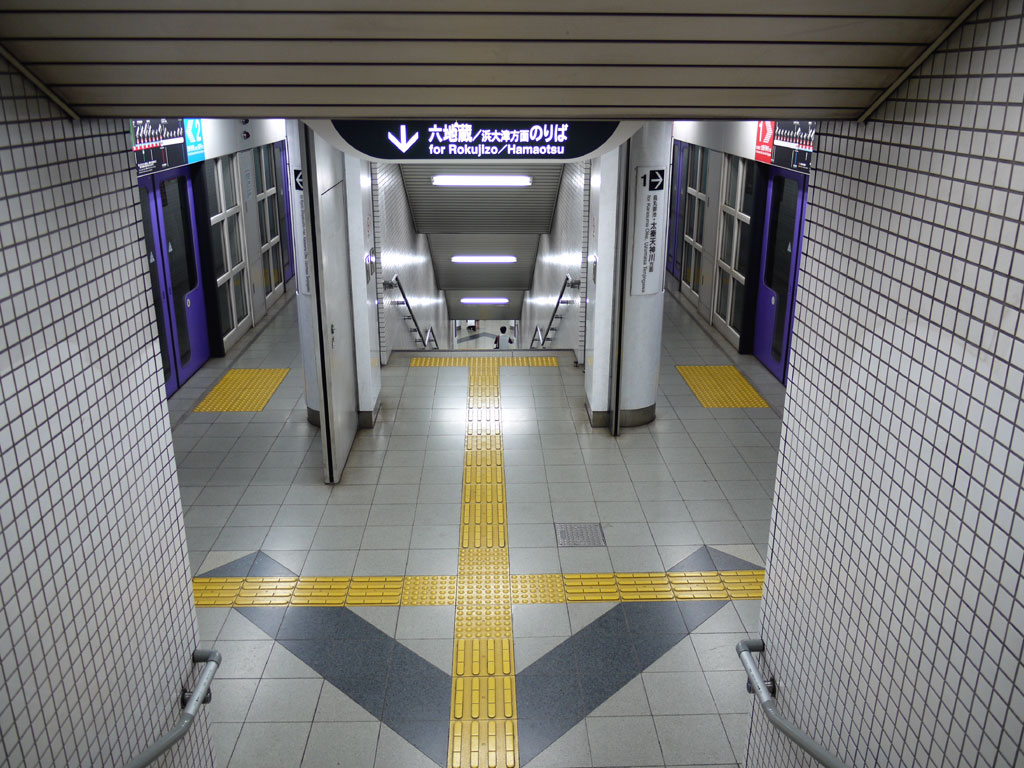
地下2樓月台（二條、太秦天神川方向）望向地下3樓月台（六地藏、濱大津方向）（2009年6月21日）

京阪京津線的接續站，地下2層西行（蹴上站方向）、地下3層東行（山科站方向）。東西線車站與其他車站同樣是1面2線的島式月台，設有月台閘門。2、4號月台有效長度為6節，月台閘門只設有4節。
東西線車站都制定了車站顏色，御陵站的車站顏色是桔梗色。

### 月台配置
奇数月台供六地藏方向發着列車用、偶數月台供京津線直通列車用。舉辦煙花大會等的時候，御陵－琵琶湖濱大津間的臨時列車運行時，2號月台可以折返運行往琵琶湖濱大津發車。
| 樓層    | 月台 | 路線        | 方向 | 目的地                                 | 備註                 |
| ------- | ---- | ----------- | ---- | -------------------------------------- | -------------------- |
| 地下2樓 | 1    | 東西線      | 下行 | 京都市役所前、烏丸御池、太秦天神川方向 | 往六地藏             |
| 地下2樓 | 2    | 東西線      | 下行 | 京都市役所前、烏丸御池、太秦天神川方向 | 往京津線琵琶湖濱大津 |
| 地下3樓 | 3    | 東西線      | 上行 | 山科、六地藏方向                       |                      |
| 地下3樓 | 4    | ■京阪京津線 | -    | 四宮、琵琶湖濱大津方向                 |                      |

## 利用狀況
- 京都市交通局 - 2016年度的1日平均上下車人次為8,146人[1]。與京阪京津線的1日平均轉乘人次為7,908人，合計1日平均上下車人次為16,054人。

近年的1日平均上下、上車人次推移如下表。
| 年度               | 京都市交通局 | 京都市交通局 | 京都市交通局 | 京都市交通局 |
| 年度               | 上下車人次   | 上下車人次   | 轉乘人次     | 轉乘人次     |
| 年度               | 上下車人次   | 上車人次     | 上下車人次   | 上車人次     |
| ------------------ | ------------ | ------------ | ------------ | ------------ |
| 2003年（平成15年） | 9,708        | 4,939        | 7,325        | 3,793        |
| 2004年（平成16年） | 8,945        | 4,540        | 7,132        | 3,722        |
| 2005年（平成17年） | 8,425        | 4,274        | 7,208        | 3,730        |
| 2006年（平成18年） | 8,177        | 4,141        | 6,570        | 3,455        |
| 2007年（平成19年） | 8,126        | 4,156        | 6,915        | 3,530        |
| 2008年（平成20年） | 8,225        | 4,169        | 7,249        | 3,678        |
| 2009年（平成21年） | 8,018        | 4,059        | 7,563        | 3,926        |
| 2010年（平成22年） | 7,971        | 4,033        | 7,244        | 3,762        |
| 2011年（平成23年） | 7,924        | 4,009        | 7,183        | 3,750        |
| 2012年（平成24年） | 7,818        | 3,955        | 7,153        | 3,715        |
| 2013年（平成25年） | 7,782        | 3,937        | 6,862        | 3,563        |
| 2014年（平成26年） | 8,093        | 4,094        | 7,090        | 3,682        |
| 2015年（平成27年） | 8,194        | 4,146        | 7,647        | 3,971        |
| 2016年（平成28年） | 8,146        | 4,122        | 7,908        | 4,107        |

## 相鄰車站
京都市交通局（京都市營地下鐵）
 東西線
山科（T07）－御陵（T08）－蹴上（T09）
京阪電氣鐵道
▲京津線
（蹴上（T09）－）御陵（T08）－京阪山科（OT31）

### 曾經存在的路線
京阪電氣鐵道
■京津線（1997年廢除路段）
急行、準急
京津三條－御陵（－京阪山科）
普通
日之岡－御陵（－京阪山科）

### 來源
1. 1 2  .   [2018-10-06]. （原始内容存档于2019-03-28）.

## 外部連結
- 御陵站 （页面存档备份，存于） - 京都市交通局